# Underneath
| Críticas profissionais | Críticas profissionais |
| Avaliações da crítica  | Avaliações da crítica  |
| Fonte                  | Avaliação              |
| ---------------------- | ---------------------- |
| Allmusic               | (69/100)               |
| Billboard              | [ 2 ]                  |
| Blender magazine       | [ 3 ]                  |

Underneath é o sexto álbum da banda Hanson, lançado em 2004 pela 3CG Records. Contém um som diferente dos demais, mostrando o amadurecimento da banda em termos de vozes, letras e arranjos, tendo destaque para os singles  "Underneath" e "Lost without each other".

## Faixas
Todas as músicas escritas por Isaac Hanson, Taylor Hanson e Zac Hanson; composição adicional anotada.
Todas as letras escritas por sim. 
| N.º | Título                    | Compositor(es)  | Duração |  |
| 1.  | "Strong Enough to Break"  | Greg Wells      | 3:32    |  |
| 2.  | "Dancin' in the Wind"     |                 | 4:04    |  |
| 3.  | "Penny & Me"              |                 | 4:03    |  |
| 4.  | "Underneath"              | Matthew Sweet   | 4:40    |  |
| 5.  | "Misery"                  |                 | 3:08    |  |
| 6.  | "Lost Without Each Other" | Gregg Alexander | 3:44    |  |
| 7.  | "When You're Gone"        |                 | 4:31    |  |
| 8.  | "Broken Angel"            |                 | 4:49    |  |
| 9.  | "Deeper"                  |                 | 4:10    |  |
| 10. | "Get Up and Go"           |                 | 4:08    |  |
| 11. | "Crazy Beautifu"          |                 | 4:02    |  |
| 12. | "Hey"                     |                 | 4:17    |  |
| 13. | "Believe"                 |                 | 12:17   |  |